# Parachernes galapagensis
Parachernes galapagensis är en spindeldjursart som beskrevs av Beier 1977. Parachernes galapagensis ingår i släktet Parachernes och familjen blindklokrypare. Inga underarter finns listade i Catalogue of Life.